# Blue Serge (platenlabel)
Blue Serge is een Italiaans platenlabel, dat voornamelijk jazz en hedendaagse klassieke muziek uitbrengt. Het werd in 2003 opgericht door de multi-instrumentalist en componist Sergio Cossu, die onder meer lid was van Matia Bazar en in 2010 ook het label Azul begon.
Musici en groepen die op het label uitkwamen zijn onder meer Ermanno Signorelli, Jacopo Jacopetti, Manomanouche, Claudio Fasoli, Lelio Luttazzi, Ugo Amendola en Franco Cerri.